# William Melton

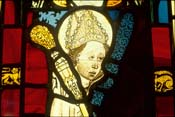
Erzbischof Melton. Glasmalerei in der St James Church in High Melton

William Melton († 5. April 1340 in Cawood Castle) war ein englischer Geistlicher. Ab 1316 war er Erzbischof von York, dazu diente er wiederholt als königlicher Minister.

## Herkunft und Aufstieg als königlicher Beamter
William Melton war ein Sohn einfacher Eltern aus Melton bei Hull, wonach er benannt wurde. Die Namen seiner Eltern sind unbekannt. Er wurde Geistlicher und studierte an der Universität von Oxford. Vor 1297 trat er in den Dienst der Krone. Kurz nachdem der Thronfolger Eduard zum Prince of Wales ernannt worden war, ernannte er 17. April 1301 Melton zum Chamberlain von Chester, womit er für die Einkünfte des Thronfolgers verantwortlich wurde. Als fähiger Finanzfachmann war Melton während des Feldzugs von 1301 nach Schottland für die Besoldung der Fußsoldaten aus Wales zuständig, die im Gefolge des Thronfolgers dienten. Wie andere Geistliche, die als Beamte dienten, erhielt er kein Gehalt, sondern der König verschaffte ihm eine Reihe von Pfründen. Auf diese Weise wurde Melton 1299 Rektor von Reepham in Lincolnshire, in den nächsten Jahren erhielt er dazu noch sechs weitere Rektorate. Weitere Benefizien erhielt er am Southwell Minster sowie an den Kathedralen von Dublin, Lincoln, York und Salisbury. Sofort nachdem der Thronfolger als Eduard II. König geworden war, ernannte er am 8. Juli 1307 Melton zum ersten Keeper of the Privy Seal. Das Amt des Führers des Siegels des Königs war zuvor vom Controller of the Wardrobe wahrgenommen worden. Melton wurde dazu zum Schatzmeister der Wardrobe ernannt, womit er für einen Großteil der königlichen Finanzen verantwortlich war. Anfang 1308 begleitete er den König zu dessen Hochzeit nach Frankreich, dabei diente er kurzzeitig auch als Bewahrer des Großsiegels.

## Wahl zum Erzbischof von York
Der König, den Melton offenbar persönlich schätzte, verschaffte ihm 1309 das Amt des Propstes von Beverley und 1314 eine Pfründe an der königlichen Eigenkirche von Hastings. Von 1308 bis 1309 war er Archidiakon von Barnstaple und von 1308 bis 1316 Dekan der Londoner Kirche St Martin’s-le-Grand. Im Juni 1308 bezeugte er die Ernennung des königlichen Günstlings Piers Gaveston zum Statthalter von Irland. In dem innenpolitischen Streit des Königs mit zahlreichen Magnaten hielt sich Melton dagegen zurück, auch als Gaveston 1312 von oppositionellen Magnaten hingerichtet wurde. Am 18. September 1312 wurde er als Keeper of the Privy Seal und am 30. November 1314 als Schatzmeister der Wardrobe abgelöst. Er behielt aber weiter die Gunst des Königs, obwohl er 1312 zu den Vertretern der nordenglischen Geistlichen gehört hatte, die eine Steuer zugunsten des Königs abgelehnt hatten. Noch 1312 verhandelte er im Auftrag des Königs mit den Cinque Ports und 1313 diente er als Gesandter bei Verhandlungen mit Schottland. Im Oktober 1315 sandte ihn der König zum Earl of Lancaster und anschließend zum Kronrat. Durch die Unterstützung von Eduard II. wurde Melton schließlich am 21. Januar 1316 zum Erzbischof von York gewählt. Er reiste an den Papsthof nach Avignon, wo sich jedoch trotz der Wahl von Johannes XXII. zum neuen Papst im August 1316 die Bestätigung seiner Wahl verzögerte. Erst nach wiederholten Bitten des Königs und nachdem sich eine englische Gesandtschaft für ihn eingesetzt hatte, wurde Melton am 25. September 1317 zum Bischof geweiht. Während seiner Rückreise setzte er den alten Streit der Erzbischöfe von York mit den Erzbischöfen von Canterbury fort, indem er sich in Kent und in London, also im Gebiet der Kirchenprovinz Canterbury ein Kreuz vorantragen ließ.

## Rolle im Krieg mit Schottland
Das Gebiet des Erzbistums York wurde während der Herrschaft von Eduard II. zunehmend Ziel von schottischen Überfällen und Raubzügen. Bereits 1314 war Melton beauftragt worden, Steuern zur Verteidigung der Grenze nach Schottland zu erheben. Ab 1318 führten die schottischen Überfälle bis nach Preston und Boroughbridge, dabei geriet Melton selbst in persönliche Gefahr, wenn er für Visitationen im Gebiet seiner Diözese unterwegs war. Als im Sommer 1319 eine schottische Armee unter Sir James Douglas das nahezu unverteidigte York bedrohte, stellte Melton zusammen mit dem königlichen Kanzler John Hotham aus Bürgern und Geistlichen in York hastig eine Armee auf. Diese schlecht ausgerüstete Armee erlitte jedoch am 12. September in der Schlacht bei Myton gegen die Schotten eine vernichtende Niederlage. Unter den Opfern befanden sich auch zahlreiche Geistliche, während Melton und Hotham knapp nach York entkommen konnten. Im selben Jahr diente Melton wieder als Unterhändler bei Verhandlungen mit Schottland, ebenso 1321, die jedoch zu keinem Frieden führten. Auch die wiederholten Bemühungen des Papstes, einen Frieden zwischen Schottland und England zu vermitteln, blieben erfolglos. Melton war intensiv an diesen Bemühungen beteiligt, doch weder die Exkommunikation des schottischen Königs Robert Bruce oder die Bitten des Papstes um einen Ausgleich mit England führten zu einem Frieden. Erst nach einem weiteren gescheiterten Feldzug des Königs nach Schottland wurde in Meltons Palast am 30. Mai 1323 der langfristige Waffenstillstand von Bishopsthorpe geschlossen. Da die anschließenden Friedensverhandlungen jedoch erfolglos abgebrochen wurden, kam es zu weiteren schottischen Überfällen, bis 1328 der Frieden von Northampton geschlossen wurde. Durch die wiederholten Feld- und Raubzüge waren weite Teile Nordenglands verwüstet worden. Zahlreiche Klöster waren verarmt, und noch 1339 erklärten die nordenglischen Geistlichen, dass sie aufgrund ihrer Armut keine Steuern an den König zahlen könnten.

## Weitere Tätigkeit während der Herrschaft von Eduard II.
Nach Abschluss des Vertrags von Leake 1318 wählte das in York tagende Parlament im Oktober 1318 Melton als Mitglied einer Kommission, die den königlichen Haushalt reformieren sollte. Aus Loyalität gegenüber dem König unterstützte Melton 1322 nicht die Rebellion des Earl of Lancaster, obwohl er seinen Geistlichen erlaubte, die Rebellion finanziell zu unterstützen. Im Frühjahr 1322 erhielt er Kopien von angeblichen Briefen zwischen Lancaster, dem schottischen Earl of Moray und Sir James Douglas. Diese Kopien leitete Melton an den König weiter, der sie als Beleg für Lancasters Verrat nutzte. Als Erzbischof musste Melton seinen Archidiakon zweimal ermahnen, dass der vom König als Verräter hingerichtete Lancaster nicht kanonisiert sei. Deshalb sollte der Archidiakon verhindern, dass die Bevölkerung zu Lancasters Grab pilgerte. Dennoch unterstützte Melton später zögerlich die Bemühungen, Lancaster heilig sprechen zu lassen. Als sich 1324 Adam Orleton, der Bischof von Hereford vor dem obersten Richter Hervey de Staunton verantworten musste, zogen Melton und die Erzbischöfe Walter Reynolds von Canterbury und Alexander Bicknor von Dublin in einer Prozession vor das Gericht. Zusammen mit Orleton, der damit unter geistlichem Schutz genommen wurde, zogen sie wieder fort.
Obwohl Melton somit auch entschieden die kirchlichen Rechte verteidigte, blieb er ein loyaler Unterstützer von Eduard II. 1323 war er Vorsitzender eines Ausschusses, der Korruption bei der Aushebung von Truppen in Nottinghamshire untersuchen sollte. Als es 1324 zum Krieg mit Frankreich, dem traditionellen Verbündeten Schottlands kam, verlangte der König von Melton, ausländische Geistliche, die in York Ämter innehatten, zu verbannen oder in abgelegene Orte zu versetzen, wo sie keine Schäden anrichten könnten. Melton antwortete dem König, dass er in seiner Diözese keine Geistlichen finden könne, die derart gesucht würden. Am 3. Juli 1325 ernannte der König Melton zu seinem Treasurer. Als Treasurer setzte Melton seinen Streit mit Erzbischof Reynolds fort, indem er weiterhin das Recht beanspruchte, das ihm auch in der Kirchenprovinz Canterbury ein Kreuz vorangetragen würde. Dies begründete er damit, dass er dann im königlichen Auftrag unterwegs sei. Als Melton im August 1325 zeitweise abwesend war und deshalb sein Amt als Treasurer nicht ausüben konnte, übernahm nicht der erfahrene Beamte Walter Norwich, sondern Roger Beler seine Vertretung. Der König befürchtete schließlich eine Invasion seiner Gegner, weshalb er 1326 Melton beauftragte, im Fall einer Invasion Earl Warenne bei der Aufstellung von Aufgeboten in Nordengland zu unterstützen. Tatsächlich wurde im September 1326 die Herrschaft von Eduard II. durch Königin Isabelle und deren Verbündeten Roger Mortimer gestürzt. Melton blieb loyal zu Eduard II., auch als dessen Herrschaft zusammenbrach. Seinem Nachfolger als Treasurer John Stratford übergab er am 14. November 1326 sein Amt und einen Schatz von über £ 57.915.

## Politische Tätigkeit unter Eduard III.
Melton blieb auch nach dem Sturz von Eduard II. ein Anhänger des Königs und lehnte während des Parlaments am 13. Januar 1327 dessen Absetzung ab. Am 1. Februar 1327 nahm er auch nicht an der Krönung des neuen Königs Eduard III. teil. Er gehörte dann jedoch als einer von vier Bischöfen dem Staatsrat an, der für den minderjährigen König die Regentschaft führen sollte. 1328 leitete er die Trauung des Königs mit Philippa of Hainault, die in York Minster stattfand. Die eigentliche Macht lag aber nicht beim Staatsrat, sondern bei Roger Mortimer und Königin Isabelle. 1330 beschuldigte der Earl of Kent Melton, der Verschwörung anzugehören, durch die der angeblich noch lebende Eduard II. aus der Gefangenschaft befreit werden sollte. Melton wurde im April 1330 in Woodstock von Eduard III. und vom Kronrat vernommen, wies die Beschuldigungen aber zurück. Nachdem Eduard III. im Oktober 1330 durch einen Staatsstreich Mortimer und Isabelle entmachtet hatte, erklärte der König im Dezember, dass er Melton für völlig unschuldig hielt und wies seine Richter an, weitere Untersuchungen einzustellen. Melton diente Eduard III. von 1330 bis 1331 erneut als Treasurer und von 1333 bis 1334 als Keeper of the Great Seal.

## Tätigkeit als Erzbischof
Als Erzbischof lebte Melton rechtschaffen und keusch. Er galt als bescheiden, aber großzügig gegenüber den Armen. Er stand früh auf und besuchte regelmäßig Gottesdienste. In seiner Diözese führte er regelmäßig Visitationen durch, auch wenn er dabei in Gefahr geriet, in schottische Gefangenschaft zu geraten. Durch die Visitationen versuchte er in den Pfarreien und Klöstern die Einhaltung der geistlichen Disziplin zu fördern, dazu überwachte er die Ernennung von Geistlichen und die Verleihung von Pfründen und Dispensen. Während seiner Amtszeit traten in seiner Diözese ein ketzerischer Prediger, der besonders die Frauen der Gemeinde aufwiegelte, und ein Totenbeschwörer auf. Melton regelte die schwierige Umverteilung der Besitzungen der Tempelritter im Erzbistum York an andere Ordensgemeinschaften, aber auch die Zahlung von Pensionen an die Ritter des 1312 aufgelösten Ordens. Allerdings hatte Melton oft ein schwieriges Verhältnis zu seinen Suffraganbischöfen. Einmal exkommunizierte er Louis de Beaumont, den Bischof von Durham, als dieser sich einer Visitation von Melton widersetzte.
In einer Zeit, in der Korruption von Beamten alltäglich war, genoss der unbestechliche Melton hohes Ansehen. Bereits 1316 dankte Eduard II. Melton für seine guten Dienste, bei denen er stets zum finanziellen Vorteil des Königs gehandelt hätte. Dabei erklärte der König, dass er Melton für keine möglichen Vergehen zur Verantwortung ziehen würde. Auch als Erzbischof wirtschaftete Melton weiter sparsam. Während andere Bischöfe seiner Zeit hoch verschuldet waren, konnte er dem König, aber auch nordenglischen Baronen, verarmten Klöstern und selbst den italienischen Kaufleuten der Familie Bardi große Geldsummen leihen. Dazu konnte er einen umfangreichen Grundbesitz erwerben. Er stiftete £ 700 für den Umbau von York Minster und ließ auf eigene Kosten das Grab des heiligen William restaurieren. Er selbst überprüfte die Arbeit von Ablasshändlern und von Spendensammlern und lobte diejenigen, die verantwortlich mit den gesammelten Geldern umgingen. In seinen letzten Lebensjahren hatte sich Melton offenbar in den erzbischöflichen Palast in Cawood zurückgezogen, wo er auch starb. Er wurde in York Minster beigesetzt.
Melton ließ die Enkelkinder seines Bruders Henry auf seine Kosten in Newark ausbilden. Diese begründeten eine Familie, die zur Gentry von Yorkshire gehörte.